# Sabana xeròfila del Kalahari
La sabana xeròfila del Kalahari és una ecoregió pertanyent al bioma de deserts i matolls xeròfils de l'ecozona afrotropical; s'estén pel nord-oest de Sud-àfrica, el sud del Botswana i el sud-est de Namíbia. Malgrat que és una zona semiàrida, presenta una important varietat d'aus migratòries i grans mamífers, tant herbívors com carnívors.

## Territori
L'ecoregió de la sabana xeròfila del Kalahari s'estén pel nord-oest de Sud-àfrica, el sud de Botswana i el sud-est de Namíbia. Inclou la majoria de les planes de la conca del Kalahari, interrompudes cap al sud per llargues dunes de sorra paral·leles. Les sorres del Kalahari, però, cobreixen una àrea molt més gran que la d'aquesta ecoregió, que s'estén des de la província del Cap Septentrional a Sud-àfrica fins a la República Democràtica del Congo, i encara no hi ha consens unànime entre els estudiosos sobre el seu origen o l'edat.
Les sorres hi tenen una profunditat variable i estan cobertes principalment per una capa de caliça. En alguns llocs, la capa de roca sota les sorres presenta una considerable riquesa de minerals, com ara diamants, coure i carbó. Les sorres del Kalahari són generalment pobres en nutrients. Una fina capa d'òxid de ferro és responsable del seu color marró vermellós, tot i que la lixiviació de l'aigua en zones caracteritzades per majors pluges o a prop de les maresmes fa que aquest color s'esvaeixi.

## Clima
Aquesta ecoregió té canvis de temperatura extrems. Al sud de Kalahari, la temperatura a les nits d'hivern pot precipitar fins a -14 ° C, mentre que augmenta a 30 ° C durant el dia. De la mateixa manera, en una freda nit d'estiu el termòmetre pot baixar fins als 5 ° C, mentre que durant el dia pot superar els 45 ° C. No hi ha res suau en aquest entorn hostil. Fins i tot la pluja, quan cau, arriba amb més freqüència en forma de tempestes violentes però breus. Les precipitacions també són notablement irregulars i poden variar una mica fins i tot entre els llocs situats a pocs quilòmetres de distància. Els valors mitjans anuals de les precipitacions disminueixen de nord-est a sud-oest i varien entre 150 i 500 mm. La variabilitat de les precipitacions interanuals augmenta del 25% a l'est al 40% a l'oest. La latitud, l'alta pressió atmosfèrica i la barrera creada per les muntanyes del Drakensberg, que separen el Kalahari de l'oceà Índic, són en gran manera responsables d'aquest clima. L'altitud també té un paper important, i tot i que l'ecoregió apareix a altituds entre els 600 i els 1600 metres, la majoria se situa per sobre dels 1000 metres.

## Flora
Les dunes del Kalahari són un bell color rosa profund, vermell o de vegades gairebé marró, segons el seu grau d'oxidació; cadascuna té una franja d'herbes rígides a la cresta, sobretot Eragrostis i Aristida. De color verd quan plou, són un bon aliment per als animals durant curts períodes, tornant blanquinosos durant els períodes de sequera. Als costats de les dunes creixen arbustos baixos d'espina, a distàncies regulars; a les faixes de duna lliures, però sempre una mica separades dels arbusts, creixen petites flocades d'herba amb aspecte pilós des d'arrels molt profundes; en els punts més baixos o mitjans de les dunes, hi viuen grans arbres, sobretot Acacia erioloba i A. haematoxylon, amb fusta molt dura i pesada. Al fons de les valls planes que separen les dunes, creixen plantes suculentes.
Hom pot recórrer quilòmetres i quilòmetres al Kalahari sense trobar zones completament desèrtiques: de fet, en alguns llocs, sembla estar en un parc. Els arbres, herbes i matolls protegeixen el terra del vent i, tot i que la sorra de les dorsals és arrossegada per l'aire, aquests remolins no tenen res a veure amb les terribles tempestes de sorra del Sàhara o les dunes "fumadores" del Namib. Els arbusts estan coberts de fulles i les grans acàcies produeixen beines que serveixen els animals com a menjar.

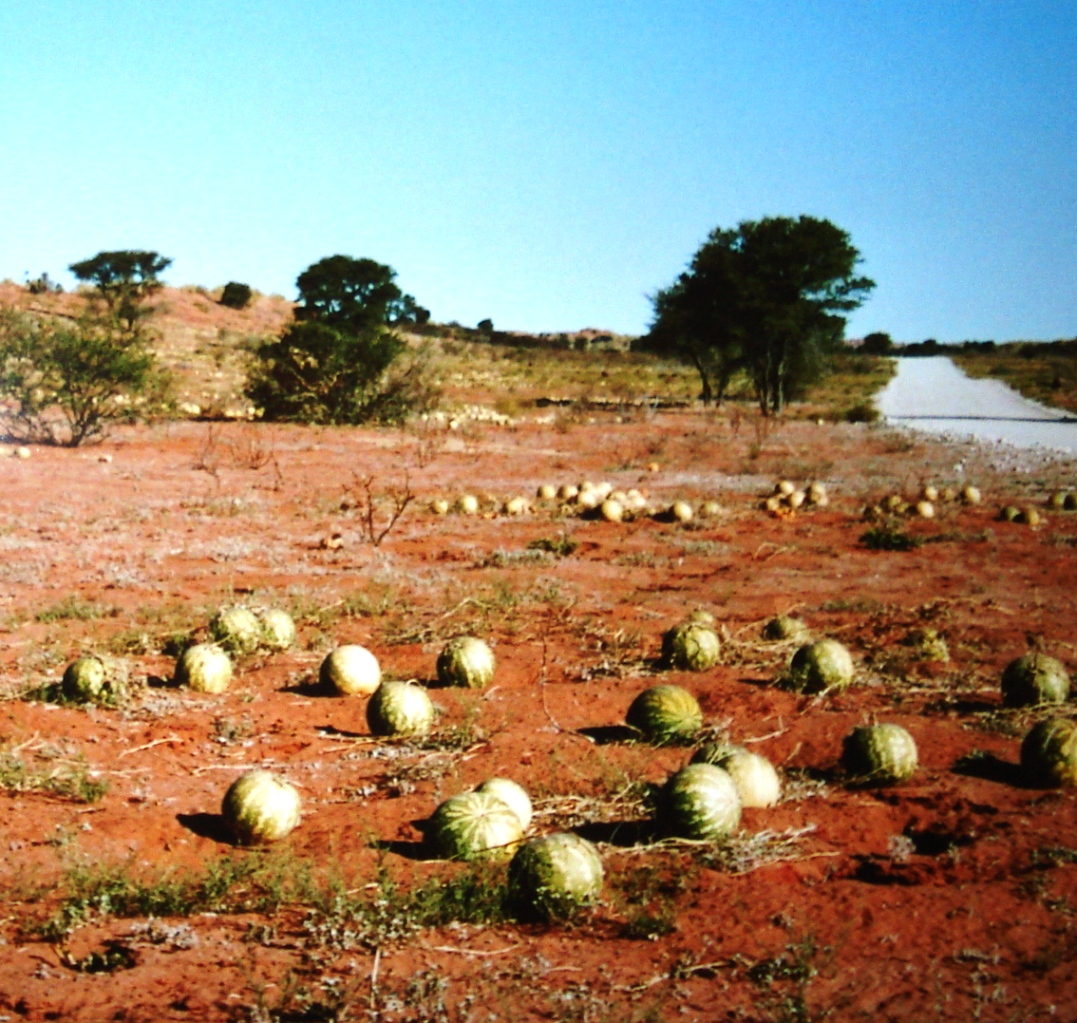
Mates de la síndria Citrullus lanatus (albudeca) en la sabana del Kalahari

Les albudeques o melons tsamma (Citrullus caffer), els cogombres d'oryx (Acanthosicyos naudinianus) i els cogombres salvatges (Cucumis africanus) constitueixen fonts importants d'aigua i menjar tant per a homes com per a animals. La riquesa d'espècies vegetals per unitat d'àrea a la sabana xeròfila del Kalahari es troba entre les més baixes de totes les ecoregions del sud d'Àfrica i es calcula que menys del 3% de les plantes són endèmiques.

## Fauna

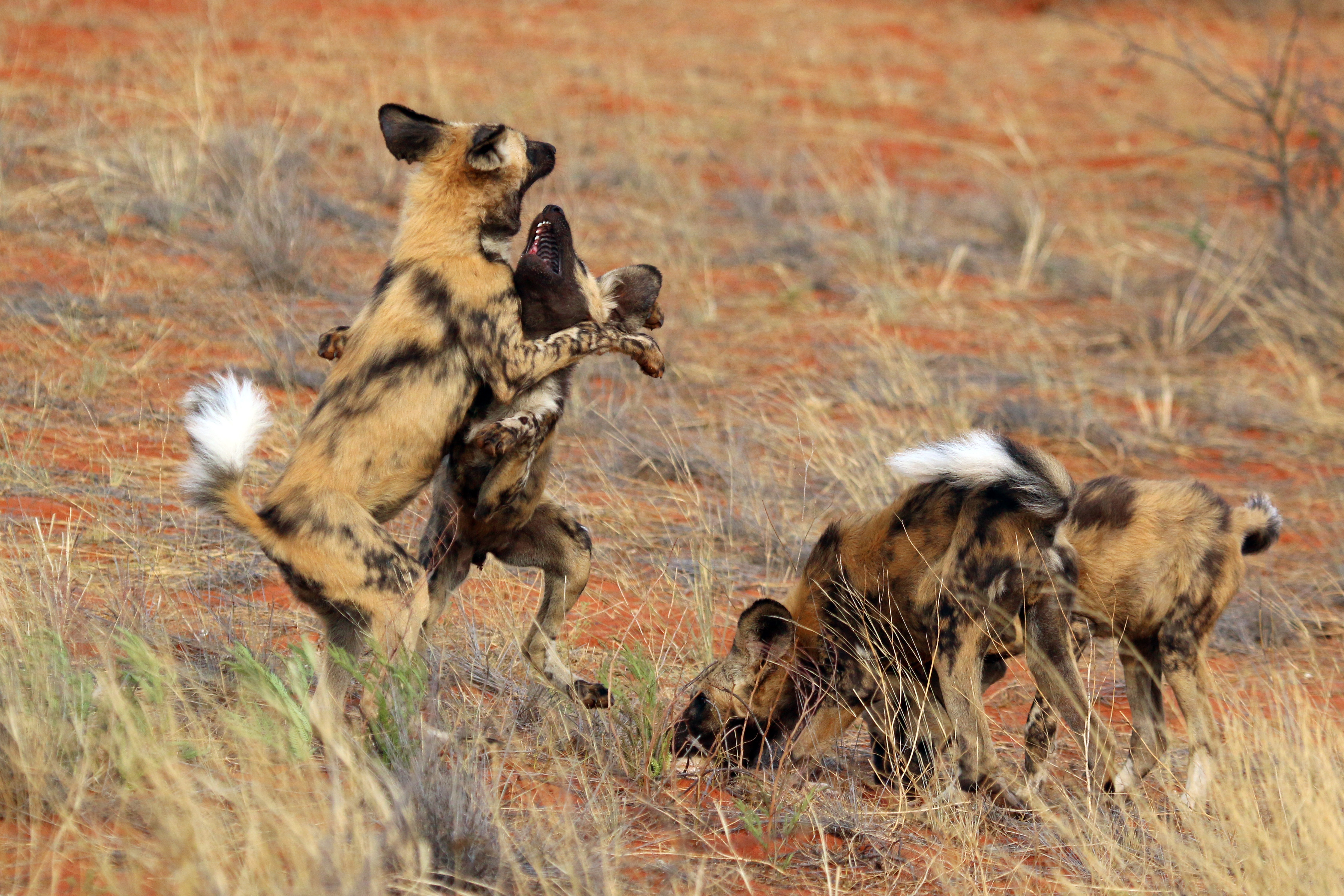
Gossos salvatges africans jugant a barallar-se

Fins i tot entre els animals els endemismes són escassos: al Kalahari no hi ha ocells endèmics, sinó només tres gairebé endèmics, només un amfibi gairebé endèmic, un rèptil endèmic (Acontias gariepensis) junt amb nou rèptils gairebé endèmics i un sol petit mamífer gairebé endèmic, la rata xiuladora de Brants (Parotomys brantsii). Tot i que els endemismes són rars, la diversitat de grans mamífers a tots els nivells de la cadena alimentària és extraordinària, especialment per a un entorn tan oligotròfic i àrid. Algunes espècies animals són gairebé símbols del Kalahari, com l'òrix del Cap o gemsbok (Oryx gazella), el pardal republicà (Philetairus socius) i el lleó del Kalahari (Panthera leo).

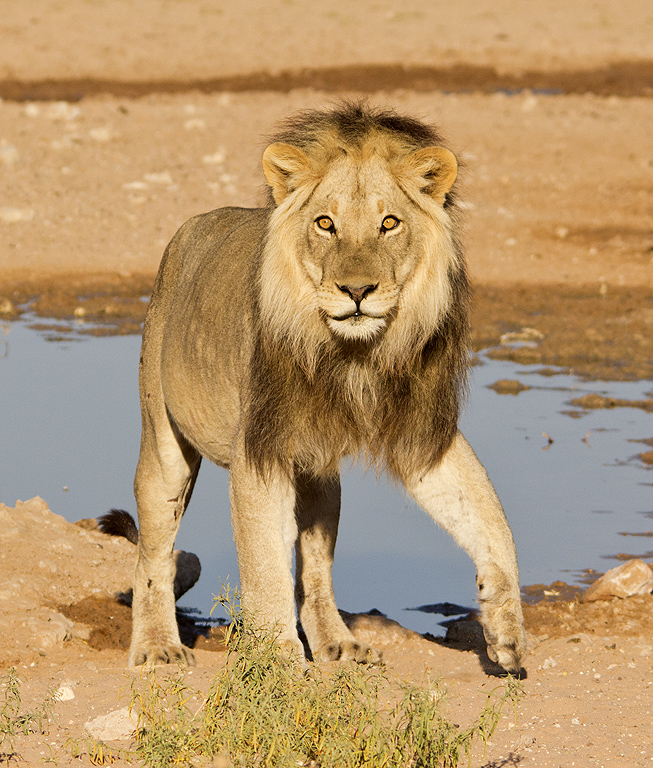
Lleó del Kalahari al costat d'un bassal

Tot i que no és una entitat taxonòmica per si mateixa, el lleó del Kalahari té adaptacions particulars per sobreviure en un entorn tan hostil. Viu en grups relativament petits, ocupa territoris més grans i caça preses més petites amb més freqüència que els lleons que viuen en zones més humides, fins i tot si les preses més grosses, especialment els òrixs, les petites preses encara representen la major massa del menjar ingerit. També es diferencia en alguns trets de la seva aparença: aconsegueix una alçada més gran a l'espatlla, té una constitució més clara i molts mascles tenen una melena negra. Com el lleó, els altres animals de la sabana Xeròfila del Kalahari també mostren una sèrie d'adaptacions a aquest entorn àrid. Si bé l'òrix s'adapta extraordinàriament des del punt de vista fisiològic, els impressionants nius de la comunitat del pardal republicà (fins a 6 metres de llarg per 2 d'alçada, que poden arribar a pesar fins a 1000 quilos i fins i tot allotgen 300 ocells) estan tan aïllats tèrmicament que pràcticament es repel·leixen temperatures extremes de l'aire exterior.

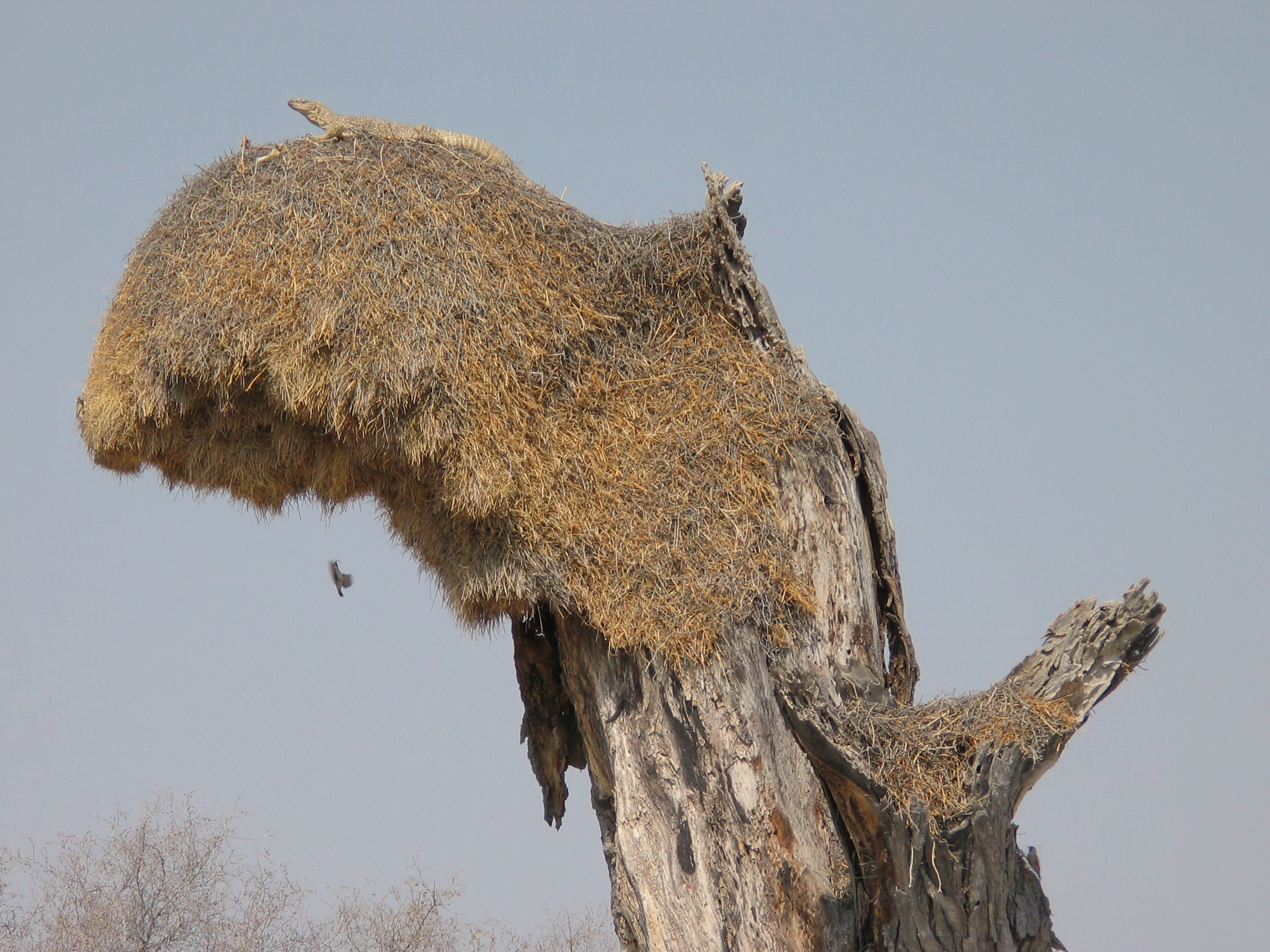
Niu del pardal republicà amb un llangardaix al damunt

## Fites
L'ecoregió limita al nord-oest amb la sabana arbrada de mopane d'Angola, al nord-est amb la sabana arbrada del Kalahari, a l'est amb la sabana arbrada d'Àfrica austral, al sud-est amb la praderia de l'Alt Veld, al sud amb el Karoo nama i a l'oest amb la sabana arbrada de Namíbia.